# Brunsbüttel
Brunsbüttel és una població, amb 12.554 habitants (2018), del districte de Dithmarschen, a Schleswig-Holstein, Alemanya que es troba a la desembocadura del riu Elba. Es troba a l'oest de l'entrada del Canal de Kiel. La central nuclear de Brunsbüttel hi està situada.

## Història
Durant els primers dies de la Segona Guerra Mundial, el 4 de setembre de 1939, la Royal Air Force va fer el primer bombardeig d'uns vaixells prop d'aquesta ciutat.

## Residents notables
- Jennifer Oeser (* 1983), atleta
- Karen Duve escriptor